# Gilbert Strait
Die Gilbert Strait (in Chile Estrecho Davies Gilbert) ist eine Meerenge im Palmer-Archipel vor der nordwestlichen Küste der Antarktischen Halbinsel. Sie verläuft zwischen der Trinity-Insel und Tower Island.
Der britische Marineoffizier Henry Foster von der Royal Navy benannte sie bei seiner Antarktisfahrt mit der HMS Chanticleer (1827–1831). Namensgeber ist der britische Ingenieur Davies Gilbert (1767–1839), Präsident der Royal Society von 1827 bis 1830. Teilnehmer der Schwedischen Antarktisexpedition (1901–1903) unter der Leitung Otto Nordenskjölds nahmen eine Kartierung der Meerenge vor.